# Marie-José Wessels
Marie-José Wessels (1952) is een Nederlands beeldhouwer uit Bilthoven.
In 1984 studeerde zij af aan de Academie Beeldende Kunsten in Utrecht in de richting monumentale vormgeving. In haar beginjaren legt zij zich toe op het maken van vrouwelijke figuren en portretten. Een studie beeldhouwen maakt dat zij daarna steeds meer dieren als onderwerp neemt. Zij werkt daarbij met natuursteen en brons.

## Oorlogsmonumenten
In het Hogelandse Park aan de Biltstraat bij De Berekuil in Utrecht staat het beeld Polar Bear Monument. Het beeld is ter herinnering aan 7 mei 1945 toen Utrecht werd bevrijd door het Engelse 49ste Regiment Verkenningstroepen Polar Bears. De Polar bears trokken als onderdeel van het Eerste Canadese Leger over de Biltstraat de stad binnen.
In 2000 werd het beeld De Bronzen Beer geplaatst aan de Eerbeekseweg 146 in Loenen bij Apeldoorn. Ook dit monument is een bevrijdingsmonument ter herinnering aan het divisie-embleem van de 49th (West Riding) Division dat Apeldoorn in 1945 bevrijdde.

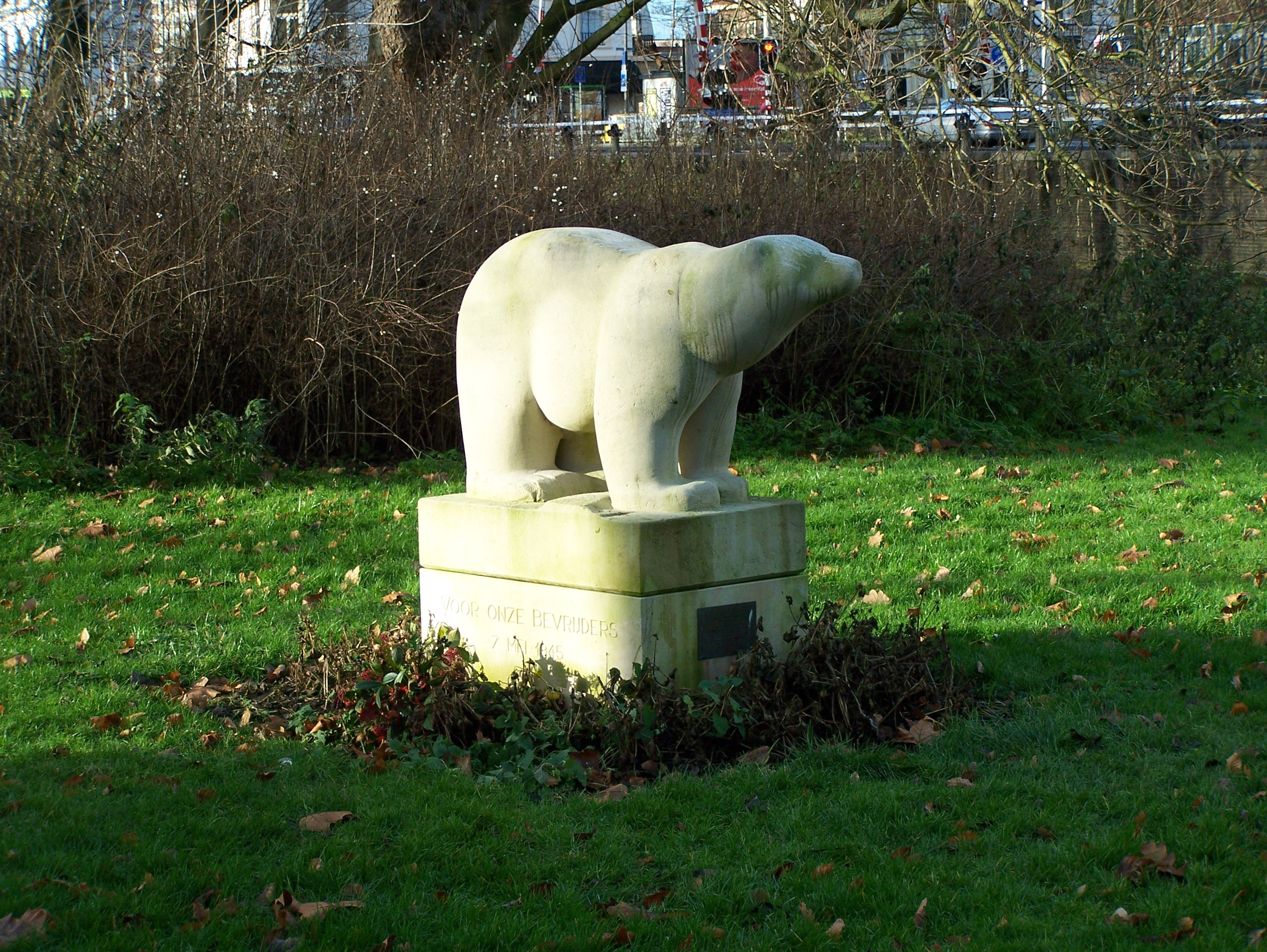
Polar Bear Monument (Utrecht)
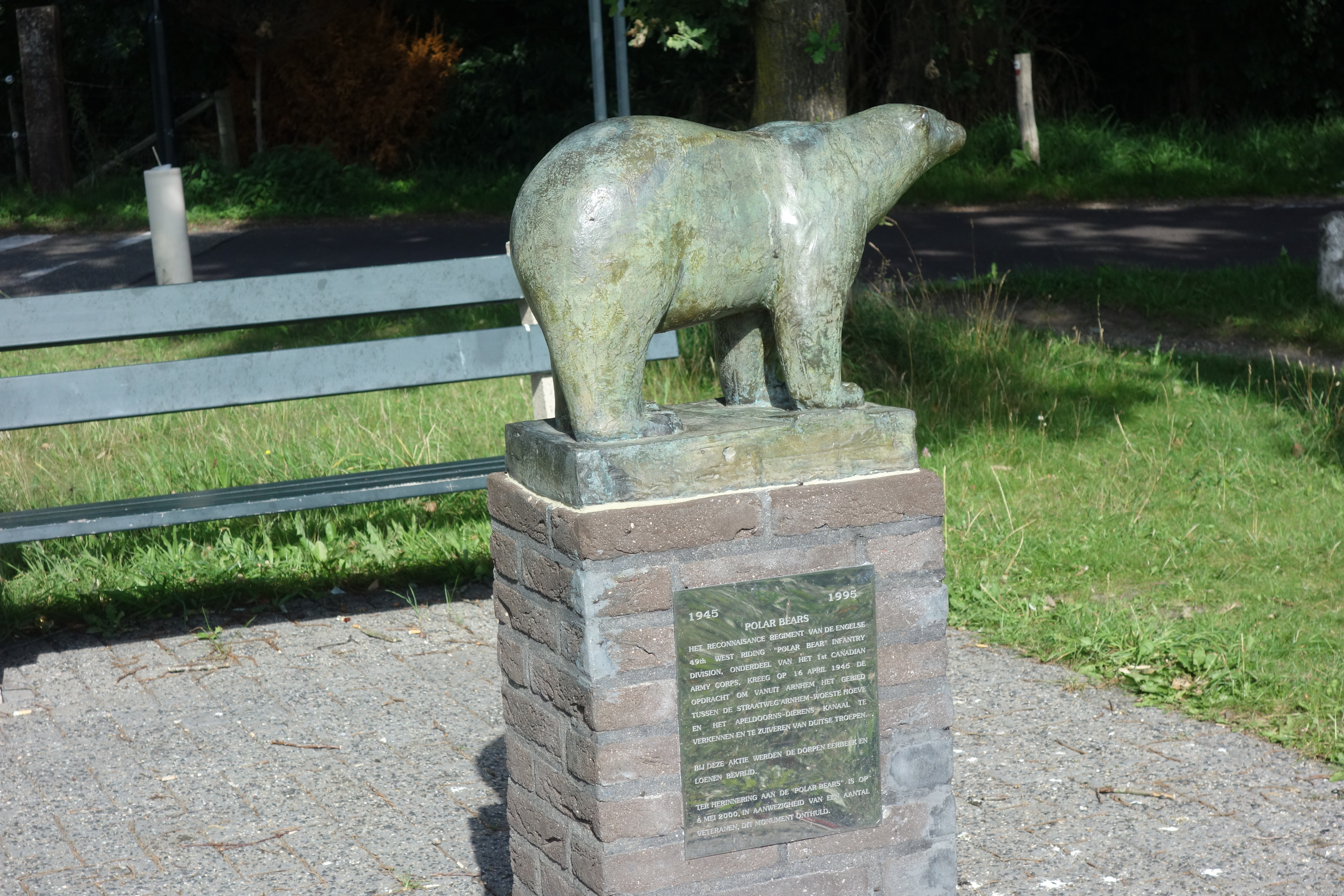
Monument voor 49e Infanteriedivisie bij Loenen

## Prijzen
- 2017 - De Nederlandse Portretprijs 3D[3]
- 1991 - Gretha en Adri Pieckprijs
- 1989 - Pieter d' Hontprijs

- Nederlandse Thesaurus van Auteursnamen: 30619726X
- RKD-Nederlands Instituut voor Kunstgeschiedenis: 83774
- Virtual International Authority File: 285166244
- WorldCat: E39PBJrm9t94w3w4kMVGCCDQbd